# پرونده دائمی (شرح حال)
پروندهٔ دائمی (انگلیسی: Permanent Record) نام یک کتاب در سبک شرح حال چاپ سال ۲۰۱۹ به نوشته ادوارد اسنودن است. فعالیت‌های اسنودن یک بحث جهانی در نظارت را به راه انداخته‌است و این کتاب حول محور افشاگری‌های جاسوسی گسترده است که بحث در مورد جاسوسی توسط آژانس اطلاعات مرکزی و آژانس امنیت ملی را به جالش می‌کشد. این کتاب در ۱۷ سپتامبر ۲۰۱۹، روز قانون اساسی در آمریکا منتشر شد.